# Tursi
Tursi ist eine Gemeinde an der südlichen Grenze der Provinz Matera in der italienischen Region Basilikata.

## Lage und Daten
In Tursi leben 4748 Einwohner (Stand am 31. Dezember 2023). Der Ort liegt 69 km südlich von Matera. Der niedrigste Punkt des Gemeindegebietes liegt bei 15 m, der höchste bei 646 m. Ortsteile sind Anglona, Caprarico, Caprarico Sotto, Filici, Gannano, Ginnari, Monte, Panevino und Trafana.
Die Nachbargemeinden sind Colobraro, Montalbano Jonico, Policoro, Rotondella, Sant’Arcangelo (PZ), Scanzano Jonico und Stigliano. Tursi ist Mitglied der Comunità Montana Basso Sinni, deren Verwaltung in der Gemeinde ihren Sitz hat.

## Geschichte
Die Anfänge von Tursi sind unklar. Nach der Zerstörung von Anglona durch die Goten sollen sich dessen Einwohner auf der Anhöhe von Tursi niedergelassen haben. Um die Mitte des 9. Jahrhunderts wurde der Ort von den Sarazenen erobert, nach diesen heißt der Ort bis heute Rabatana. Kurz nach 900 folgte die Rückeroberung durch die Byzantiner, die zu einem weiteren Aufschwung der Siedlung führte. Unter den Normannen waren Tursi und Anglona von Montescaglioso abhängig. Von der zweiten Hälfte des 14. bis ins 16. Jahrhundert war das Lehen in der Hand der Sanseverino, 1572 erwarben es die Doria, die es bis 1806 innehatten. Carlo Doria, Herzog von Tursi, benannte seine Residenz in Genua nach diesem Besitz als Palazzo Doria-Tursi.

## Sehenswürdigkeiten
- Cattedrale dell'Annunziata im Stadtzentrum in Piazza Maria Santissima di Anglona
- Chiesa di San Filippo Neri in Piazza Plebiscito im Ortsteil San Filippo
- Chiesa Santa Maria Maggiore in Rabatana
- Santa Maria di Anglona, die ehemalige Kathedrale des Bistums Anglona-Tursi in der contrada Anglona liegt knapp 10 km östlich. Die Anfänge des Baues liegen im ausgehenden 11. Jahrhundert. Obwohl die Siedlung Anglona bereits im 15. Jahrhundert zur Wüstung wurde, hat erst 1544 Paul III. den Sitz des Bistums nach Tursi verlegt.[3]

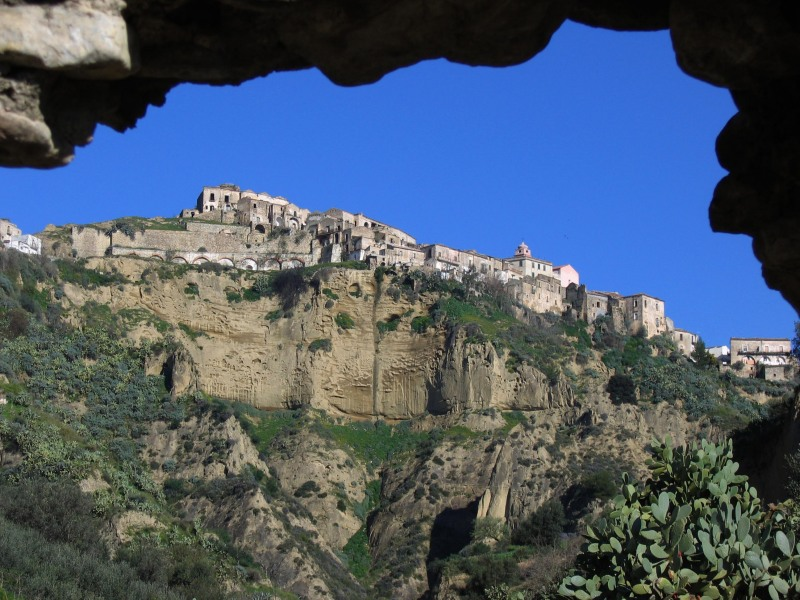
Blick auf die Altstadt Rabatana
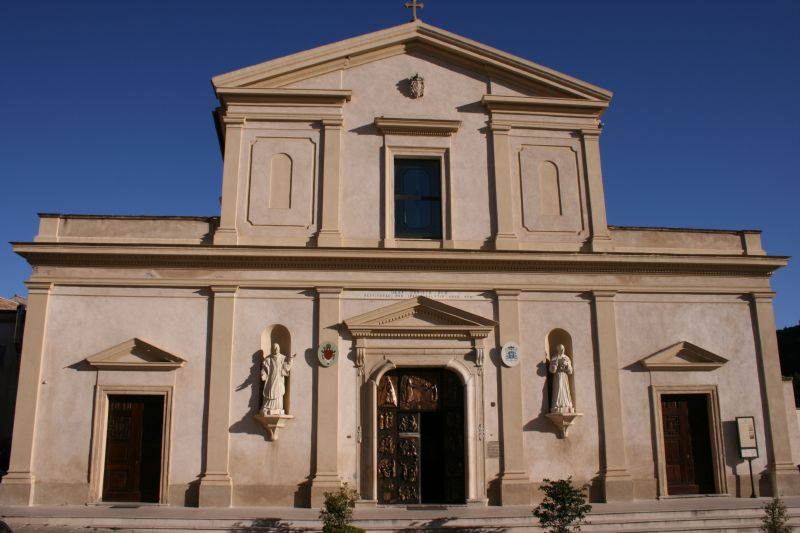
Kathedrale von Tursi
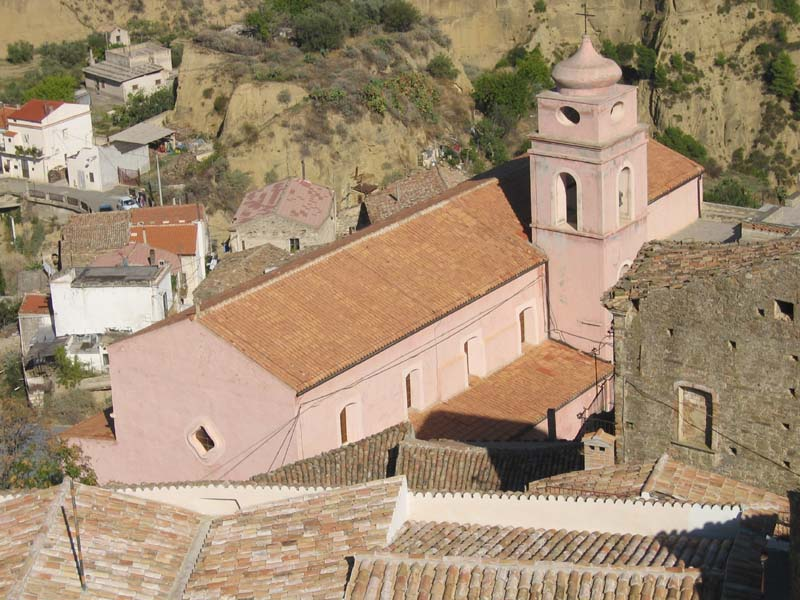
Chiesa Santa Maria Maggiore
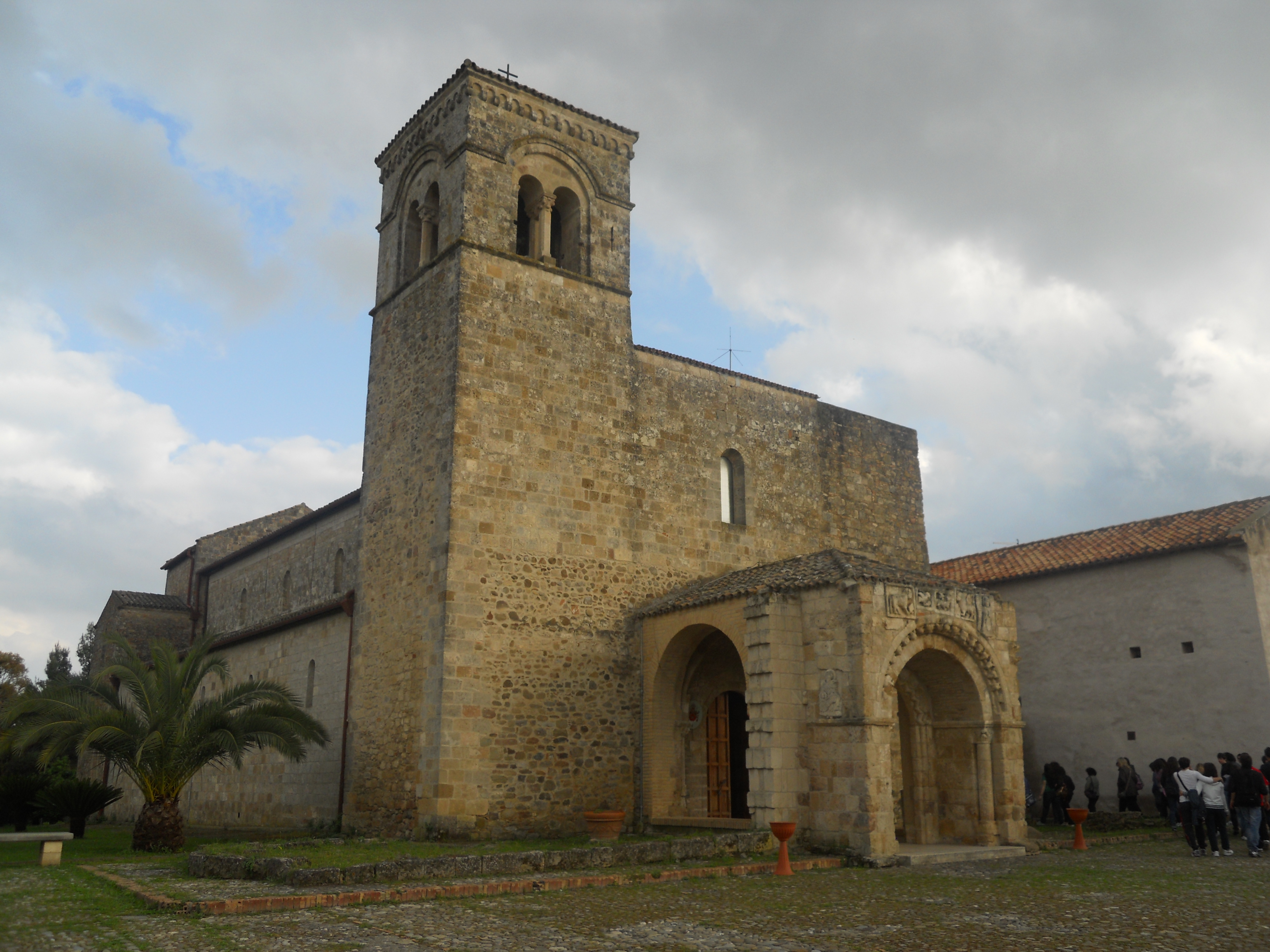
Die Basilica in Anglona
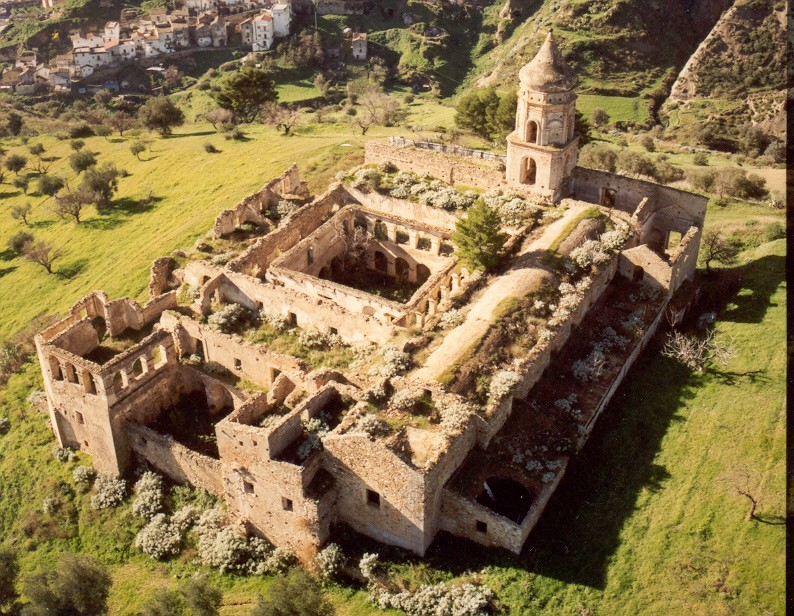
Convento di San Francesco d'Assisi

## Söhne und Töchter
- Francesco Cuccarese (1930–2025), römisch-katholischer Erzbischof von Pescara-Penne
- Andrea Ferrara (1882–1954), Jurist